# Tom Scavo
Tom Scavo egy szereplő neve az amerikai ABC televíziós csatorna Született feleségek című filmsorozatában. Tom Lynette Scavo férje. A magyar változatban Tom hangja Rosta Sándor.

## Története

### 1. évad
Tom Scavo Lynette férje, akivel 1998-ban költözött a Lila Akác közbe. A férfi a munkája miatt alig van otthon, folyton üzleti utakon jár – nem csoda, hogy Lynette annyira küszköd négy gyermekükkel, hogy szedni kezdi a fiai hiperaktivitási gyógyszerét.
Tom apja, Rodney Scavo látogatóba érkezik Scavóékhoz. Lynette rajtakapja őt, amint egy idegen nővel – aki egyáltalán nem az anyósa – hancúrozik a kanapéjukon. Lynette nagyon megharagszik ferde utakon járó apósára, és kiteszi a szűrét a házból. Majd elmondja a dolgot Tomnak, aki azonban nem várt reakciót mutat: egyáltalán nem lepődik meg apja viszonyán. Így Lynette őt is kirúgja a házból. Később belátja, hogy túlreagálta a dolgot, de közli Tommal, hogy ő nem olyan, mint az anyósa, és hogy ha Tom valaha megcsalja, ő elhagyja, és viszi a gyerekeket. Tom ezután bevallja apjának, hogy tett valamit, amit Lynette sose tudhat meg.
Amikor kiderül, hogy a férj volt barátnője, Annabel Foster már három hónapja Tom cégénél dolgozik, Lynette cselt eszel ki: ráveszi egy volt kollégáját, hogy ajánljon állást a régi cégénél Annabelnek. Azonban Annabel közli ezt főnökével, Petersonnal, aki übereli az ajánlatot, és neki adja az alelnöki állást, amire Tom régóta pályázik. Tom ezért dühbe gurul a főnökére, és felmond. Erre Peterson közli vele, hogy Lynette könyörgött az ő feleségének, hogy a családi összetartás érdekében ne adja Tomnak a posztot. Tom ezután közli Lynette-el, hogy mostantól nem hajlandó dolgozni, így Lynette-nek ott kell hagynia a gyerekeket, és új állást keresnie.

### 2. évad
Tom néhány hónap után beleun a háztartásbeli apaságba, és jelentkezik Lynette-ék cégéhez, ahová fel is veszik.
Jóval később Lynette megtudja főnökétől – aki a könyvvizsgálójától híreket kapott Tom bizonyos céges számláiról –, hogy a férje kétszer is járt az elmúlt hónapban Atlantic Cityben, és virágot, valamint jegyeket vásárolt egy show-ra.
Lynette rákérdez Tomnál, aki azt állítja, hogy munkaügyben járt Atlantic Cityben, de a felesége gyanakszik, hogy hazudik. Így követi Tomot a következő utazására, és meg is látja egy kertes házban egy idegen nővel. Biztos abban, hogy a férje megcsalja, ezért fogja a gyerekeket, és elmegy. Mire Tom hazaér, a házuk üresen áll.
Tom Susantől érdeklődik Lynette-ről, aki azonban nem mondja el neki, hol van. Az asszony valójában egy medencés hotelben vesz ki szobát, ahol közli a gyerekekkel, hogy mostantól az ő anyjánál, azaz a nagyinál, Stellánál fognak lakni, és a papa nem lesz velük. Azonban Porter eltöri a kezét, amikor leesik a hotelszoba erkélyéről, így Lynette felhívja Tomot. Ezt az alkalmat kihasználva Tom elmondja Lynette-nek, hogy a nő, akivel látta, nem a szeretője, hanem egy nő – bizonyos Nora Huntington –, akivel tizenegy évvel korábban, még az ő házasságuk előtt egyszer lefeküdt. Az egyéjszakás kaland után Nora terhes lett, és szült egy kislányt, Kayla Huntingtont, aki most tizenegy éves.
Nora el is látogat a széplaki Lila Akác közbe, ahol kifejti, hogy követeli Tomtól a tizenegy évi gyerektartást. Lynette hiába bizonygatja, hogy ha Tom nem tudott a kislányról, nem is hagyhatta el, Nora elszántan igyekszik pénzt kicsikarni tőlük. Így Lynette felajánl neki egy 30 000 dolláros csekket, ha nem kéri a gyerektartást. Nora elfogadja az ajánlatot, és a pénzből vesz egy kis házat az Arden Drive-on, ami alig öt percre van Lynette-ék házától. Nora, úgy látszik, rá akar szállni Scavoékra, és azt is mondja nekik: "Mostantól egy nagy család vagyunk."

### 3. évad
Tom elhatározza , hogy nyitni akar egy Pizzériát. De ez Lynette-nek nem tetszik, Nora szintén ezen az állásponton van Lynette előtt, ám Tom-nak azt mondja, hogy zseniális. Mert Kayla-val kieszelik, hogy visszakapja Tomot.
Mikor Lynette elmegy Tommal egy lepukkant helységbe amit Tom bérelt ki, hogy Pizzériának felújítsa.
Ám mikor Tom és Lynette összekap, Nora odamegy, hogy elcsábítsa Tomot, de a férfi nem engedi sőt hazamegy Lynette-hez, aki elmegy és megfenyegeti Nora-t.
Ezután Nora bejelenti, hogy elköltözik Mexikóba Kayla-val, de Lynette ráveszi Tom-ot , hogy pereljék el a gyereket. Lynette elmegy a boltba mit sem sejtve, hogy ott mi fog történni.
Mivel a begolyózott Carolyn Bigsby megölte Nora-t, Tomék nevelik Kayla-t.
A pizzéria megnyitója után nem sokkal Tom háta megsérül, ezért úgy tűnik, hónapokig nem tud munkába állni. A pizzázóban teljes a káosz, miközben Lynette megpróbál megfelelő új ügyvezetőt találni a férje helyére. Rick Coletti, aki korábban egy ötcsillagos étterem séfje volt, tökéletesnek tűnik. Kiderül azonban, hogy korábban kábítószerezett, de már tiszta. Ez nem tetszik Tomnak, de a szükség nagy úr, s így Lynette ad egy esélyt a férfinak.
Lynette és Rick rendkívüli módon megkedvelik egymást, és Tom tiltakozása ellenére az új séf új fogásait is bevezetik a pizzériában, amitől a bevétel sebesen nőni kezd.
Az asszony és az új séf zárás után rendszeresen együtt vacsoráznak az étteremben, ám egyik este betörők lepik meg őket, és bezárják őket a fagyasztóhelyiségbe. Így Tom tudomást szerez a dologról, és kérdőre vonja Ricket: "Dugod a nejemet?"
Tom követeli, hogy Rick mondjon fel, de a séf nem tesz így, inkább elmondja Lynette-nek, ami történt. Az asszony kiborul, és elkeseredetten elbocsátja Ricket.
Miután a séf távozott a pizzériából, a helyére visszakerült Tom ráeszmél, hogy Lynette hangulata rengeteget romlott: szinte sosincs jó kedve. Később kiszedi Lynette-ből, hogy az asszony érzett valamit Rick iránt, de nem tett semmit, amit nem kellett volna. Dulakodni kezdenek, és Lynette nekiesik az éjjeliszekrénynek. Bemennek az ügyeletre, ahol közlik Lynette-el, hogy komolyabb fejsérülést nem szenvedett, de a CT kideríti, hogy rákos: limfómája van (nyirokcsomó-megnagyobbodásos daganat).
Lynette próbál pénzt kérni a húgaitól telefonon, de nem lel segítségre, mígnem a legváratlanabb vendég toppan be: Lynette anyja, Stella. Az asszony kölcsönadja Tomnak, amire szükségük van, és úgy dönt, hogy lánya mellett marad, ameddig csak szükséges.

## A színfalak mögött
- Doug Savant eredetileg csak az első évadban szerepelt volna, de később szerződtették a többi évadra főszereplőnek.